# Stipe Miočić
Stipe Miočić (Independence, Ohio; 19 de agosto de 1982) es un exartista marcial mixto estadounidense que compitió en la categoría de peso pesado de Ultimate Fighting Championship (UFC), donde fue Campeón Mundial de Peso Pesado de UFC en dos ocasiones. Es ampliamente reconocido por analistas, comentadores y medios especializados como el mejor peleador de peso pesado de UFC de todos los tiempos.
Habiendo defendido exitosamente su título cuatro veces durante sus dos reinados, ostenta el récord por la mayor cantidad de victorias en peleas titulares de peso pesado, además de las defensas titulares consecutivas en peso pesado, con tres defensas consecutivas. Miocic ostenta el récord por la mayor cantidad de bonos post-peleas en la historia de la división de peso pesado de UFC, con nueve.
Antes de su carrera de MMA, Miocic fue un excampeón de boxeo Golden Gloves y wrestler de la División de I de la NCAA en Cleveland State University.

## Primeros años
Stipe Miočić nació y creció en Euclid, Ohio, el 19 de agosto de 1982, hijo de los inmigrantes croatas Kathy y Bojan Miocic. Su padre es originario de Rtina, mientras que su madre es de Cetingrad, Croacia. Sus padres se separaron cuando él era un niño y vivió con su madre.
Desde su juventud, su madre lo involucró en los deportes. Miocic jugó béisbol y fútbol americano y lucha en Eastlake North High School. Recibió interés de la Grandes Ligas de Béisbol durante sus años de universidad en Cleveland State University y Trevecca Nazarene University. También jugó basquetbol en la Division II en Coker College.
Mientras luchaba en la categoría de 197 lbs para Cleveland State Vikings, Miocic compitió en los Campeonatos de Wrestlng de la División I de la NCAA de 2003 en Kansas City.
En Trevecca, Miocic se especializó en estudios de la comunicación.Como miembro del equipo de béisbol de Jeff Forehand, logró .344 con 7 home runs en su año sénior y ayudó a la victoria de los Trojans en la temporada regular de la Conferencia Atlética  TranSouth de 2005. Ninguno de sus compañeros de equipo en Trevecca se soprendió por su éxito en MMA. Se graduó de la Trevecca Nazarene University. Se especializó en marketing y comunicaciones en CSU.

## Carrera de artes marciales mixtas

### Carrera temprana
Miocic comenzó su carrera de MMA ganando sus primeras seis peleas por nocaut. Inicialmente peleó en NAAFS (una promoción de MMA con sede en Ohio), donde ganó el Campeonato de Peso Pesado de NAAFS.

### Ultimate Fighting Championship
El 14 de junio de 2011, se anunció que Miočić había pactado un acuerdo de múltiples peleas con el UFC.
Miočić hizo su debut en UFC contra Joey Beltrán el 8 de octubre de 2011 en UFC 136 donde ganó la pelea por decisión unánime.
Miočić enfrentó a Phil De Fries el 15 de febrero de 2012 en UFC on Fuel TV 1. Ganó la pelea por KO en el primer asalto. Tras el evento, fue galardonado con el premio de KO de la Noche.
El 26 de mayo de 2012, Miočić enfrentó al peleador recién promovido de Strikeforce;  Shane del Rosario en UFC 146. Ganó la pelea por TKO en el segundo asalto.
Miočić perdió ante Stefan Struve por nocaut técnico el 29 de septiembre de 2012 en UFC on Fuel TV 5. La actuación de ambos peleadores les valió para ganar el premio a la Pelea de la Noche.
Miočić estaba programado para enfrentarse a Soa Palelei el 15 de junio de 2013 en UFC 161. Después de una lesión de Renan Barão en el evento principal, la tarjeta fue ligeramente reorganizada. A Miocić le tocó enfrentar a Roy Nelson ganando la pelea por decisión unánime.
Miočić enfrentó a Gabriel Gonzaga el 25 de enero de 2014 en UFC on Fox 10. Ganó la pelea por decisión unánime.
El 31 de mayo de 2014, Miočić enfrentó a Fábio Maldonado en UFC Fight Night: Miocic vs. Maldonado. Ganó la pelea por nocaut técnico a los 35 segundos, ganando así el premio a la Actuación de la Noche.
El 13 de diciembre de 2014, Miočić enfrentó a Júnior dos Santos en UFC on Fox 13. Miocic perdió la pelea por decisión unánime, sin embargo ambos peleadores ganaron el premio a la Pelea de la Noche.
Miočić enfrentó a Mark Hunt el 10 de mayo de 2015 en UFC Fight Night 65. Ganó la pelea por TKO en el quinto asalto.
Miočić enfrentó a Andrei Arlovski el 2 de enero de 2016 en UFC 195. Ganó la pelea por nocaut técnico en menos de un minuto, recibiendo así el premio a la Actuación de la Noche.

#### Campeonato Mundial de Peso Pesado de UFC
Miocic enfrentó a Fabrício Werdum el 14 de mayo de 2016, en UFC 198. Ganó la pelea y el título por KO en el primer asalto, dandóle a Werdum su primera derrotla desde 2011. Esta victoria lo hizo merecedor del premio de Actuación de la Noche.
Miocic hizo la primera defensa de su título contra Alistair Overeem el 10 de septiembre de 2016, en UFC 203. Ganó la pelea por KO en el primer asalto. Esta pelea lo hizo merecedor del premio de Pelea de la Noche.
Miocic hizo la segunda de su título contra Junior dos Santos en una revancha el 13 de mayo de 2017, en UFC 211. Dos Santos previamente había derrotado a Miocic por una cerrada decisión unánime en UFC on Fox: dos Santos vs. Miocic en 2014. Sin embargo, esta vez Miocic ganó la pelea por TKO en el primer asalto. Esa victoria lo hizo merecedor de su cuarto premio de Actuación de la Noche.
Miocic enfrentó a Francis Ngannou el 20 de enero de 2018, en UFC 220. La pelea fue anticipada como una de las peleas más emocionantes en la historia de UFC, y Miocic abiertamente se sintió irrespetado por nunca haber recibido la cantidad de promoción y apoyo que Ngannou recibía de UFC. Miocic dominó a Ngannou por cinco asaltos golpes en el clinch o derribos, ganando por decisión unánime y rompiendo el récord por la mayor cantidad de defensas titulares consecutivas por el campeonato de peso pesado con us tercera defensa titular exitosa. Cuando fue anunciado como el ganador, en vez de la práctica usual, tomó el cinturón de las manos de Dana White y se lo dio a su entrenador Marcus Marinelli para que él se lo ponga. Miocic recibió felicitaciones del presidente de Croacia Kolinda Grabar-Kitarović y del primer ministro Andrej Plenković.
Para su cuarta defensa titular, Miocic enfrentó al Campeón de Peso Semipesado de UFC Daniel Cormier el 7 de julio de 2018, en el evento estelar en UFC 226. La pelea de campeón vs. campeón fue promocionada como "The Superfight". Miocic fue el favorito previo a la pelea, principalmente por su tamaño y su ventaja de poder, además de su peligroso boxeo de pie. Perdió la pelea por nocaut en el primer asalto. El nocaut fue percibido como controvertido, ya que Cormier fue advertido múltiples veces por el réferi Marc Goddard por extender sus dedos a la cara de Miocic y darles piquetes en el ojo.
Una revancha entre Miocic y Daniel Cormier fue llevada a cabo el 17 de agosto de 2019, en UFC 241 por el Campeonato Mundial de Peso Pesado de UFC. Miocic ganó la pelea por TKO en el cuarto asalto luego conectar varios ganchos izquierdos al cuepo seguidos de golpes a la cabeza, recuperando el título. Esta victoria lo hizo merecedor del premio de Actuación de la Noche. Miocic no regresaría hasta el 2020 luego de sufrir daño de retina durante la pelea debido a los piquetes en los ojos de parte de Cormier.
El 9 de junio de 2020, se anunció que la trilogía entre Miocic y Cormier se llevaría a cabo en UFC 252, el 15 de agosto de 2020. Miocic ganó la pelea por decisión unánime.
Miocic enfrentó a Francis Ngannou en una revancha el 27 de marzo de 2021, en UFC 260. Perdió la pelea por nocaut en el segundo asalto.
Miocic estaba programado para enfrentar a Jon Jones por el Campeonato Mundial de Peso Pesado de UFC el 11 de noviembre de 2023, en UFC 295. Sin embargo, el 25 de octubre, se anunció que la pelea fue cancelada luego de que Jones sufriera una lesión de pectoral que requiere cirugía que lo dejará fuera por 8 meses.
Luego de tres años desde su última pelea, Miocic fue reprogramado para enfrentar al actual Campeón Mundial de Peso Pesado de UFC (además de dos veces ex-Campeón Mundial de Peso Semipesado de UFC) Jon Jones el 16 de noviembre de 2024, en UFC 309.Pese a mostrarse recio y combativo, Miocic se vio totalmente superado por Jones, quien ganó la pelea por KO técnico en el tercer asalto. Tras la pelea, Miocic se retiró de las MMA.

## Vida personal
Miocic trabaja como bombero paramédico a tiempo parcial en Oakwood y Valley View, Ohio. Contempla la posibilidad de convertirse en bombero a tiempo completo cuando se retire de MMA. Cuando Joe Rogan le preguntó porque seguía trabajando como bombero a pesar de ser campeón de UFC, Miocic declaró que necesita una alternativa cuando su carrera termine. Se casó con Ryan Marie Carney el 18 de junio de 2016, en la iglesia católica Divine Word en Kirtland, Ohio. El 20 de enero de 2018, Miocic anunció que la pareja estaba esperando su primer hijo. Su hija, Meelah, nació en 2018. Dieron la bienvenida a su segundo hijo, un niño llamado Mateo Cruz, el 28 de agosto de  2021, siendo anunciado en el Instagram de Miocic por Bruce Buffer.
Miocic puede entender croata, aunque no es fluido y ha estado aprendiendo el idioma.

## Campeonatos y logros
- Ultimate Fighting Championship
  - Campeonato Mundial de Peso Pesado de UFC (Dos veces)
    - Cuatro defensas titulares exitosas (total)
      - Tres defensas titulares exitosas (primer reinado)
      - Una defensa titular exitosa (segundo reinado)

  - Pelea de la Noche (Tres veces) vs. Stefan Struve, Júnior dos Santos y Alistair Overeem
  - Actuación de la Noche (Cinco veces) vs. Fábio Maldonado, Andrei Arlovski, Fabrício Werdum, Júnior dos Santos y Daniel Cormier[68]
  - KO de la Noche (Una vez) vs. Philip De Fries
  - Mayor cantidad de defensas consecutivas del Campeonato de Peso Pesado de UFC (tres)
  - Mayor cantidad de Campeonato de Peso Pesado de UFC (cuatro)
  - Empatado (con Randy Couture) por la mayor cantidad de victorias en peleas titulares de peso pesado de UFC (seis)[69]
  - Mayor cantidad de golpes conectados en una pelea (330) vs. Mark Hunt
  - Mayor cantidad de premios post-pelea en la división de peso pesado de UFC (9)[70]
  - UFC Honors Comeback del Año 2019 vs. Daniel Cormier
- North American Allied Fight Series
  - Campeonato de Peso Pesado de NAAFS (Una vez)
- MMAJunkie.com
  - Pelea del Mes de diciembre de 2014 vs. Junior dos Santos[71]
  - Peleador Comeback del Año 2019[72]
- Sherdog
  - Paliza del Año 2015 vs. Mark Hunt[73]
- Fight Matrix
  - Campeón Lineal de Peso Pesado de MMA (Dos veces)[74]
- MMADNA.nl
  - Peleador del Año 2016[75]
- World MMA Awards
  - 2019 – julio 2020 Comeback del Año vs. Daniel Cormier at UFC 241[76]

## Récord en artes marciales mixtas
| Récord profesional | Récord profesional | Récord profesional |
| 25 peleas          | 20 victorias       | 5 derrotas         |
| ------------------ | ------------------ | ------------------ |
| Nocaut             | 15                 | 4                  |
| Decisión           | 5                  | 1                  |

| Resultado | Récord | Oponente          | Método                         | Evento                                  | Fecha                    | Ronda | Tiempo | Localización             | Notas |
| --------- | ------ | ----------------- | ------------------------------ | --------------------------------------- | ------------------------ | ----- | ------ | ------------------------ | --- |
| Derrota   | 20–5   | Jon Jones         | TKO (patada trasera giratoria) | UFC 309                                 | 17 de noviembre de 2024  | 3     | 4:29   | Nueva York, Nueva York   | Por el Campeonato de Peso Pesado de UFC. Anunció su retiro después de la pelea.                                                                      |
| Derrota   | 20–4   | Francis Ngannou   | KO (golpes)                    | UFC 260                                 | 27 de marzo de 2021      | 2     | 0:52   | Las Vegas, Nevada        | Perdió el Campeonato de Peso Pesado de UFC. |
| Victoria  | 20–3   | Daniel Cormier    | Decisión (unánime)             | UFC 252                                 | 15 de agosto de 2020     | 5     | 5:00   | Las Vegas, Nevada        | Defendió el Campeonato de Peso Pesado de UFC. Extendió el récord por la mayor cantidad de defensas totales del Campeonato de Peso Pesado de UFC (4). |
| Victoria  | 19–3   | Daniel Cormier    | TKO (golpes)                   | UFC 241                                 | 17 de agosto de 2019     | 4     | 4:09   | Anaheim, California      | Ganó el Campeonato de Peso Pesado de UFC. Actuación de la Noche.                                                                                     |
| Derrota   | 18–3   | Daniel Cormier    | KO (golpes)                    | UFC 226                                 | 7 de julio de 2018       | 1     | 4:33   | Paradise, Nevada         | Perdió el Campeonato de Peso Pesado de UFC. |
| Victoria  | 18–2   | Francis Ngannou   | Decisión (unánime)             | UFC 220                                 | 20 de enero de 2018      | 5     | 5:00   | Boston, Massachusetts    | Defendió el Campeonato de Peso Pesado de UFC. Rompió el récord por la mayor cantidad de defensas del Campeonato de Peso Pesado de UFC (3).           |
| Victoria  | 17–2   | Junior dos Santos | TKO (golpes)                   | UFC 211                                 | 13 de mayo de 2017       | 1     | 2:22   | Dallas, Texas            | Defendió el Campeonato de Peso Pesado de UFC. Actuación de la Noche.                                                                                 |
| Victoria  | 16–2   | Alistair Overeem  | KO (golpes)                    | UFC 203                                 | 10 de septiembre de 2016 | 1     | 4:27   | Cleveland, Ohio          | Defendió el Campeonato de Peso Pesado de UFC. Pelea de la Noche.                                                                                     |
| Victoria  | 15–2   | Fabrício Werdum   | KO (golpe)                     | UFC 198                                 | 14 de mayo de 2016       | 1     | 2:47   | Curitiba                 | Ganó el Campeonato de Peso Pesado de UFC; Actuación de la Noche.                                                                                     |
| Victoria  | 14–2   | Andrei Arlovski   | TKO (golpes)                   | UFC 195                                 | 2 de enero de 2016       | 1     | 0:54   | Las Vegas, Nevada        | Eliminatoria titular. Actuación de la Noche. |
| Victoria  | 13–2   | Mark Hunt         | TKO (golpes)                   | UFC Fight Night: Miocic vs. Hunt        | 10 de mayo de 2015       | 5     | 2:47   | Adelaida                 | |
| Derrota   | 12–2   | Junior dos Santos | Decisión (unánime)             | UFC on Fox: dos Santos vs. Miocic       | 13 de diciembre de 2014  | 5     | 5:00   | Phoenix, Arizona         | Pelea de la Noche. |
| Victoria  | 12–1   | Fábio Maldonado   | TKO (golpes)                   | UFC Fight Night: Miocic vs. Maldonado   | 31 de mayo de 2014       | 1     | 0:35   | São Paulo                | Actuación de la Noche. |
| Victoria  | 11–1   | Gabriel Gonzaga   | Decisión (unánime)             | UFC on Fox: Henderson vs. Thomson       | 25 de enero de 2014      | 3     | 5:00   | Chicago, Illinois        | |
| Victoria  | 10–1   | Roy Nelson        | Decisión (unánime)             | UFC 161                                 | 15 de junio de 2013      | 3     | 5:00   | Winnipeg                 | |
| Derrota   | 9–1    | Stefan Struve     | TKO (golpes)                   | UFC on Fuel TV: Struve vs. Miocic       | 29 de septiembre de 2012 | 2     | 3:50   | Nottingham               | Pelea de la Noche. |
| Victoria  | 9–0    | Shane del Rosario | TKO (codazos)                  | UFC 146                                 | 26 de mayo de 2012       | 2     | 3:14   | Las Vegas, Nevada        | |
| Victoria  | 8–0    | Phil De Fries     | KO (golpes)                    | UFC on Fuel TV: Sanchez vs. Ellenberger | 15 de febrero de 2012    | 1     | 0:43   | Omaha, Nebraska          | KO de la Noche. |
| Victoria  | 7–0    | Joey Beltrán      | Decisión (unánime)             | UFC 136                                 | 8 de octubre de 2011     | 3     | 5:00   | Houston, Texas           | |
| Victoria  | 6–0    | Bobby Brents      | TKO (patadas a las piernas)    | NAAFS: Fight Night in the Flats 7       | 4 de junio de 2011       | 2     | 4:27   | Cleveland, Ohio          | Ganó el Campeonato de Peso Pesado de NAAFS. |
| Victoria  | 5–0    | William Penn      | KO (golpe)                     | NAAFS: Caged Vengeance 9                | 16 de abril de 2011      | 1     | 2:23   | Cleveland, Ohio          | Eliminatoria titular. |
| Victoria  | 4–0    | Gregory Maynard   | TKO (golpes)                   | NAAFS: Night of Champions 2010          | 4 de diciembre de 2010   | 2     | 1:43   | Cleveland, Ohio          | |
| Victoria  | 3–0    | Jeremy Holm       | KO (golpes)                    | NAAFS: Rock N Rumble 4                  | 28 de agosto de 2010     | 1     | 1:36   | Cleveland, Ohio          | |
| Victoria  | 2–0    | Paul Barry        | TKO (golpes)                   | Moosin: God of Martial Arts             | 21 de mayo de 2010       | 2     | 1:32   | Worcester, Massachusetts | |
| Victoria  | 1–0    | Corey Mullis      | TKO (golpes)                   | NAAFS: Caged Fury 9                     | 20 de febrero de 2010    | 1     | 0:17   | Cleveland, Ohio          | |